# Fête de la musique d'Ilmajoki

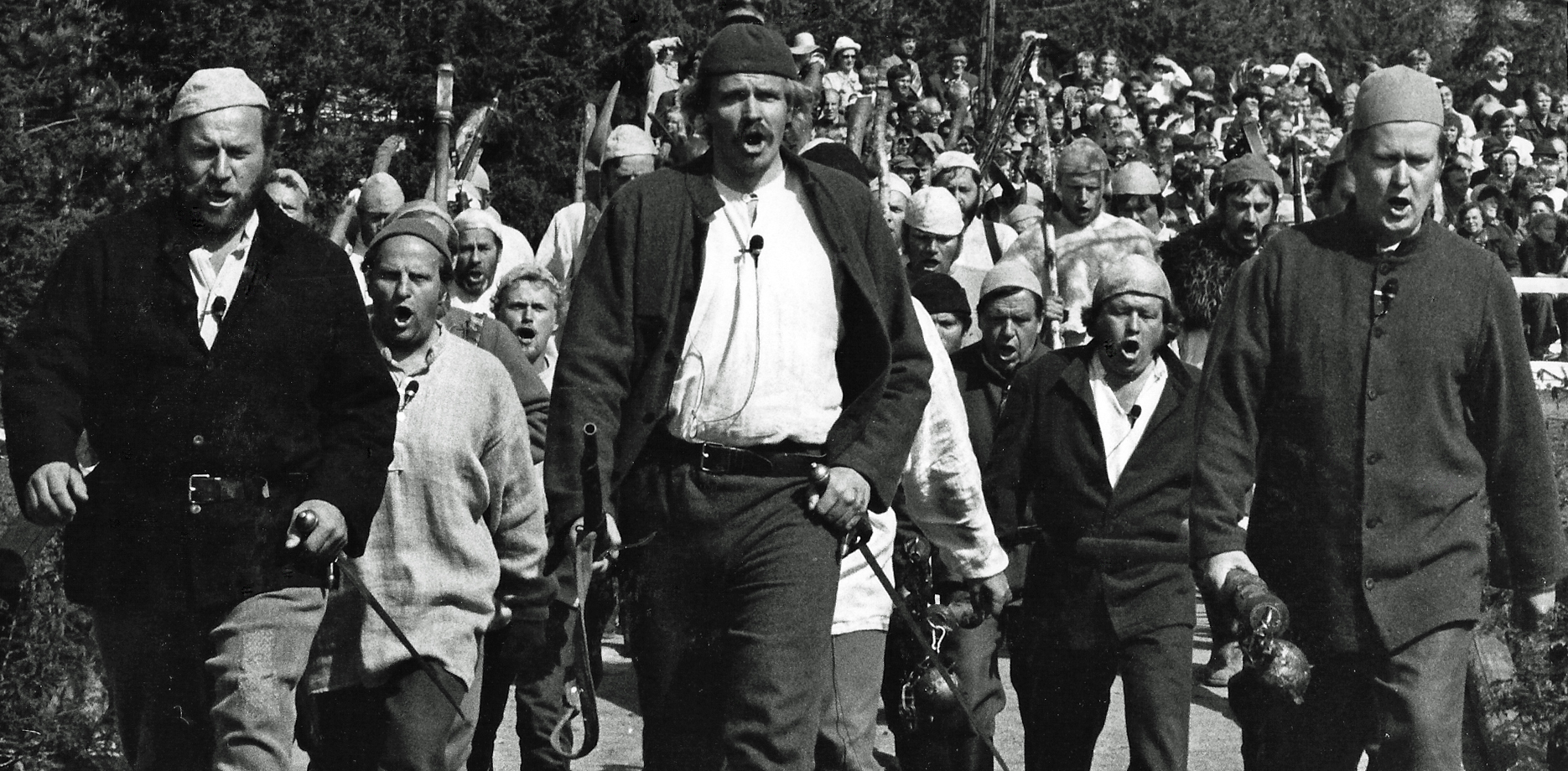
Répétition de l'opéra Jaakko Ilkka en 1978

La Fête de la musique de Ilmajoki (en finnois : Ilmajoen musiikkijuhlat) est un festival de musique et d'opéra organisé annuellement à Ilmajoki en Ostrobotnie du Sud, Finlande.

## Histoire
Le comité fondateur est composé entre autres membres de Erkki Kiskola le maire de Ilmajoki. Au fil des ans le festival a choisi de présenter principalement de la musique sacrée et des concerts de divertissement. Le nombre de visiteurs est d'environ 10000 chaque année.
De nombreux chanteurs d'opéra finlandais célèbres comme  Karita Mattila, Jyrki Anttila, Juha Uusitalo et Pentti Hietanen ont fréquenté à leurs débuts le festival d'Ilmajoki.
| Opéra                    | Années    | Composition musicale | Livret                          | Réalisateur       |
| ------------------------ | --------- | -------------------- | ------------------------------- | ----------------- |
| Pohjalaisia              | 1975–1997 | Leevi Madetoja       | Artturi Järviluoma              | Ilkka Bäckman     |
| Jaakko Ilkka             | 1978–1981 | Jorma Panula         | Aarni Krohn                     | Edvin Laine       |
| Jokiooppera              | 1982–1985 | Jorma Panula         | Tapio Parkkinen                 | Tapio Parkkinen   |
| Kolmekymmentä hopearahaa | 1988–1990 | Atso Almila          | Heikki Ylikangas                | Edwin Laine       |
| Ameriikka                | 1992–1993 | Atso Almila          | Antti Tuuri                     | Jussi Tapola      |
| Jääkäri Ståhl            | 1994–1995 | Ilkka Kuusisto       | Jussi Parviainen                | Jussi Tapola      |
| Jaakko Ilkka             | 1996–1997 | Jorma Panula         | Aarni Krohn                     | Jussi Tapola      |
| Isänmaan tyttäret        | 1998–1999 | Ilkka Kuusisto       | Pia Perkiö                      | Jussi Tapola      |
| Isontaloon Antti         | 2000–2001 | Atso Almila          | Antti Tuuri                     | Tiina Puumalainen |
| Pohjanmaan kautta        | 2002–2004 | Atso Almila          | Tiina Puumalainen               | Neil Hardwick     |
| Pohjalaisia              | 2005      | Leevi Madetoja       | Artturi Järviluoma              | Keijo Kupiainen   |
| Lakeuksien lukko         | 2006–2007 | Pekka Kostiainen     | Heikki Keinonen Keijo Kupiainen | Keijo Kupiainen   |
| Pohjalaisia              | 2008–2009 | Leevi Madetoja       | Artturi Järviluoma              | Keijo Kupiainen   |
| Taipaleenjoki            | 2010–2012 | Ilkka Kuusisto       | Panu Rajala                     | Tuomas Parkkinen  |
| Kekkonen                 | 2013–2014 | Uljas Pulkkis        | Lasse Lehtinen                  | Vilppu Kiljunen   |
| Elämälle                 | 2015–2016 | Jaakko Kuusisto      | Juhani Koivisto                 | Anna Kelo         |
| Mannerheim               | 2017–2019 | Tuomas Kantelinen    | Eve Hietamies Laila Hirvisaari  | Tuomas Parkkinen  |
| Hiljaiset perivät maan   | 2022      | Jukka Linkola (de)   | Tuomas Parkkinen                | Tuomas Parkkinen  |
| Armi                     | 2023      | Eeva Kontu           | Heta Haanperä                   | Heta Haanperä     |